# Walter Chiari
Walter Chiari (8 de marzo de 1924 – 20 de diciembre de 1991) fue un actor teatral y cinematográfico de nacionalidad italiana.

## Biografía

### Primeros años
Su verdadero nombre era Walter Annichiarico, y nació en Verona, Italia,
en el seno de una familia original de Apulia. Su padre, Carmelo Annichiarico, era un funcionario de policía, y su madre, Enza, maestra. Vivió con su familia en Verona hasta los tres años de edad, residiendo después en Milán.
Su primer trabajo lo obtuvo en un almacén de Isotta Fraschini. En ese período empezó a practicar boxeo, llegando a ser campeón de Lombardía de la categoría peso pluma en 1939. Fue también un consumado jugador de tenis y, así mismo, campeón lombardo del juego de las bochas, deporte que hubo de abandonar tras sufrir unas fracturas en las manos a causa de su actividad pugilística. También practicó la natación, venciendo en el campeonato de la Gioventù Italiana del Littorio en 100 metros estilo libre.
Abandonados sus estudios, trabajó como técnico de radio y como empleado de banca, siendo despedido de este último puesto por haber sido descubierto mientras imitaba a Adolf Hitler en la oficina, aunque se le recomendó que intentara hacer carrera en el teatro. Luego trabajó como periodista y como caricaturista. En ese momento decidió retomar sus estudios, consiguìendo el diploma de escuela secundaria (maturità scientifica) pero, cuando pensaba entrar en la universidad, se inició el período de la resistencia. Debido a la guerra, Walter, su madre y un hermano fueron a vivir a Andría, donde estuvieron unos meses antes de volver a Milán para estar con su padre.

### Inicios en el mundo del espectáculo
Alistado en la X Flottiglia MAS de la República Social Italiana, colaboró con su periódico, L'Orizzonte, como autor de viñetas humorísticas. Con Ugo Tognazzi dirigió también el programa «Radiofante», emitiendo para las tropas de la RSI. Tras la liberación fue hecho prisionero en el campo de prisioneros de Coltano, cerca de Pisa. Una tarde de enero de 1944 se encontraba con unos amigos en el Teatro Olimpia de Milán durante un concurso para aficionados, viéndose obligado a actuar en escena, e interpretando dos números, uno de ellos su imitación de Hitler. El público recibió su actuación con un caluroso aplauso.
En 1946 obtuvo su primer papel de relieve en el teatro gracias a Marisa Maresca, que lo incorporó al reparto de Se ti bacia Lola. A partir de aquí inició una larga carrera en la revista, género en el cual destacó por su innata capacidad de improvisación. Participó en las piezas Simpatia (1947), Allegro (1948) y Burlesco (1949). En 1950 fue primer actor en Gildo, con Miriam Glori, en 1951 en Sogno di un Walter junto a Carlo Campanini y Dorian Gray, y en 1952 consolidó su éxito con Tutto fa Broadway, con Lucy D'Albert y Carlo Campanini.
Chiari también fue autor de textos en los espectáculos Controcorrente (1953), de Vittorio Metz, Marcello Marchesi y él mismo, y Saltimbanchi (1954), de Chiari, Carlo Silva y Italo Terzoli.

### Cine
Mientras tanto debutó en el cine con el film Vanità, dirigido por Giorgio Pàstina en 1946, y con el cual ganó el prestigioso premio "Nastro d'argento" al mejor actor. Mucho más conocidos fueron sus papeles en comedias como Totò al giro d'Italia (1948) y I cadetti di Guascogna (1950), producción en la que debutaba Ugo Tognazzi.

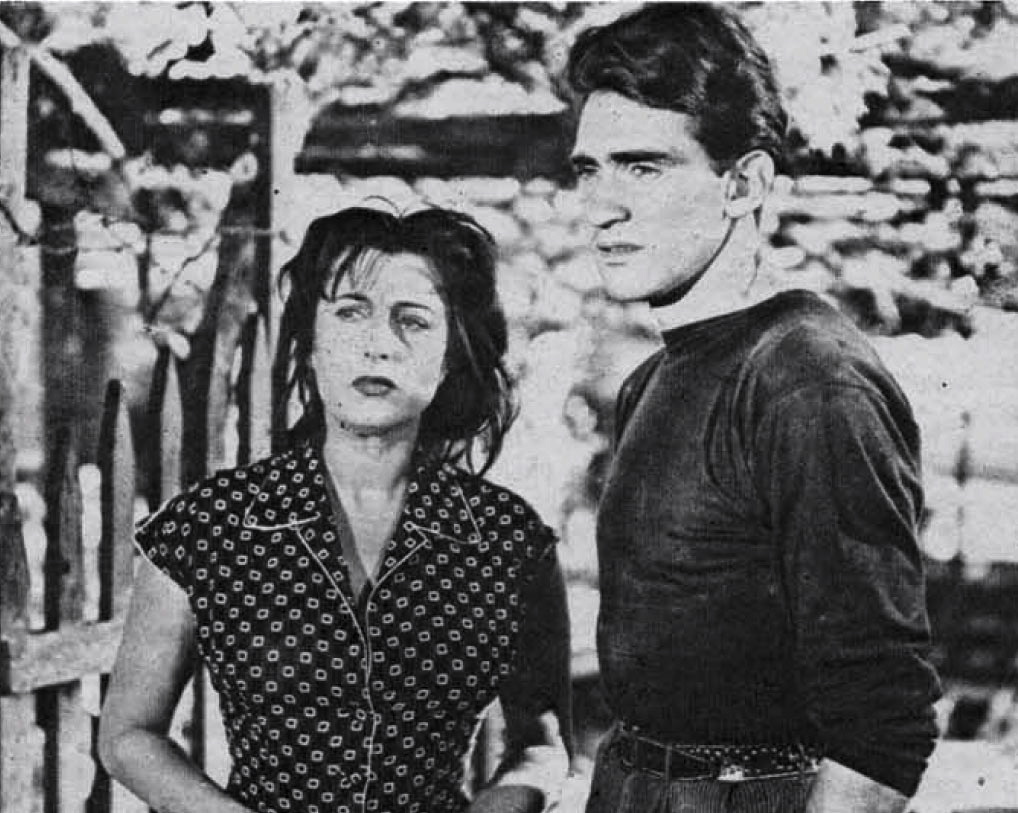
Con Anna Magnani en Bellísima.

En 1951 Luchino Visconti le ofreció el papel del joven sinvergüenza y conquistador para la película Bellísima, en la que trabajó con Anna Magnani. Este papel le supuso grandes satisfacciones artísticas, pero Chiari siguió en el teatro ligero, en la comedia musical (emparejado con Delia Scala en 1956 en Buenas noches Bettina y en 1958 en Il gufo e la gattina, y en 1960 junto a Sandra Mondaini, Ave Ninchi y Alberto Bonucci en Un mandarino per Teo), y en el teatro convencional actuando en  1965 con Gianrico Tedeschi en Luv, de Murray Schisgal, y en 1966 con Renato Rascel en La strana coppia, de Neil Simon. Asimismo siguió trabajando infatigablemente en el cine de género, formando parte del reparto de comedias como Un giorno in pretura (1953), Accadde al commissariato (1954) y Accadde al penitenziario (1955).

### El gran seductor
Pero más que por sus actuaciones, Walter Chiari apareció en las portadas de la prensa rosa por sus aventuras amorosas con mujeres famosas y atractivas. Entre ellas Elsa Martinelli, Lucia Bosè (con la que mantuvo un largo compromiso), la princesa María Gabriela de Saboya y la cantante italiana Mina Mazzini.
En 1957, gracias a su buen conocimiento del inglés, fue contratado para actuar en una producción estadounidense rodada en Cinecittà por Mark Robson. En dicha película, titulada La capannina, Walter Chiari tuvo la oportunidad de trabajar con Ava Gardner, en esa época separada de Frank Sinatra. Ambos tuvieron un  tumultuoso romance, que proyectó su fama de seductor en las crónicas mundanas de la prensa de la época. Esta inesperada publicidad le valió conseguir un compromiso en Broadway, donde en 1961 actuó en 113 representaciones de la comedia musical The Gay Life, basada en textos de Arthur Schnitzler.

### Monólogos
Dotado de una gran capacidad para la parodia y orador infatigable, Chiari fue uno de los mejores actores en actuar en monólogo. En la década de 1960 encontró en la televisión el medio más apropiado para su humor, convirtiéndose en pocos años en el más conocido y apreciado cómico televisivo italiano, gracias a números como el del campesino que va por vez primera a Milán para asistir a un partido de fútbol.

### Matrimonio
En 1966 fue elegido como protagonista del film ¡Qué gente más rara!, una cinta australiana que era adaptación de una famosa novela de John O' Grady. El director, Michael Powell, quería que Walter Chiari interpretara a Nino Culotta, un periodista italiano emigrado a Sídney con problemas para utilizar el slang australiano. Gracias a su experiencia como actor y a su excelente conocimiento del inglés, Chiari superó la prueba con éxito, consiguiendo el reconocimiento del público y de la crítica.
Todavía en Australia en 1966, durante el rodaje del film Sono strana gente el actor había conocido a la actriz Alida Chelli, con la que inició una larga y tempestuosa historia de amor, con separaciones y reencuentros meticulosamente reflejados en las revistas de la época. Finalmente, en 1969, mientras Alida rodaba la producción televisiva Giocando a golf una mattina, recibió una llamada telefónica de Chiari, que estaba en Sídney rodando Squeeze a Flower, y por la cual decidieron casarse. El matrimonio tuvo lugar dos días después en Sídney pero, por obligaciones promocionales, el actor hubo de dejar a la novia tras la ceremonia, por lo que ella se encontró sola cortando el pastel de bodas.
Ambos se divorciaron en 1972, pasados menos de tres años tras la boda. Sin embargo, Chiari mantuvo una buena relación con Chelli y con su hijo, Simone Annicchiarico, actualmente presentador televisivo en La7, Mediaset y la Rai.

### Televisión
En televisión Chiari adaptó muchos de los números que representaba en el teatro de revista, siendo el más célebre de ellos el del Sarchiapone, emitido por vez primera en 1958 en el programa televisivo La via del successo junto a Carlo Campanini, su fiel compañero en escena. Además participó como invitado en numerosas emisiones, sobre todo en Studio Uno, bajo dirección de Antonello Falqui.
En el cine continuó haciendo algunos papeles destacados en películas como La rimpatriata (1962), de Damiano Damiani; Il giovedì (1963), de Dino Risi; Campanadas a medianoche (1966), de Orson Welles; y Io, io, io... e gli altri (1966), de Alessandro Blasetti.
En 1968 presentó en televisión una de las más exitosas ediciones del programa Canzonissima, acompañado de Mina y Paolo Panelli. En 1969 fue protagonista con su esposa Alida Chelli de la producción Geminus, serie de seis capítulos dirigida por Luciano Emmer.

### Problemas judiciales. Inicio de su decadencia
El 20 de mayo de 1970, mientras acudía a los estudios radiofónicos de la RAI para grabar un episodio del programa Speciale per voi, Walter Chiari fue arrestado. Se le acusó de consumo y tráfico de cocaína, lo que ocasionó que se viera en el centro de un escándalo que fue exagerado por los medios de comunicación de la época, y que incluso implicó a Lelio Luttazzi, completamente ajeno a los hechos.
Walter Chiari permaneció en prisión 70 días entre mayo y agosto de 1970 (el 8 de agosto le comunicaron el nacimiento de su hijo Simone), y al año siguiente fue procesado, siendo absuelto de los cargos de tráfico de drogas y condenado con la pena condicional por posesión de sustancias estupefacientes para consumo propio.

### Vuelta al teatro
De nuevo en libertad, en 1973 Chiari participó en el espectáculo musical L'appuntamento, actuando con Ornella Vanoni. Marginado por la RAI e ignorado por los productores teatrales, Paolo Pillitteri, un joven asesor de cultura de la ciudad de Milán, le ofreció de manera inesperada la oportunidad de volver a la fama en 1974 participando en la serie de espectáculos Vacanze a Milano, patrocinada por la administración milanesa. A partir de ese momento Chiari empezó a recuperar su profesionalismo.
También en 1974, en la editorial SIPIEL de Milán, publicó el libro Quando spunta la luna a Walterchiari, que él definía como una "seminovela cuasibiográfica".
Pero el camino para la vuelta a la cima de la popularidad era arduo, y para ganarse la vida Chiari se adaptó a trabajar en filmes de clase B y en la emergente televisión privada, en la que presentó espectáculos para un público limitado pero que continuaba teniéndole afecto. Entre 1977 y 1978 presentó A mezzanotte va... en la Telealtomilanese y Walter Chiari di sera en Tele Monte Penice. En 1980 presentó Ciao, come stai? y en 1986 Mezzogiorno di gioco en Antenna 3 Lombardia, en el último de ellos junto a la joven Patrizia Caselli, con la cual vivió a partir de 1981, a pesar de los 36 años de edad que había entre ellos.
El 24 de junio de 1978 fue protagonista de la primera parte del show que marcó el tan esperado retorno a la escena de Mina en el teatro Bussola Versilia, en Versilia, Ese mismo año volvió al teatro ligero con la comedia de Paolo Mosca Hai mai provato nell'acqua calda? en la que actuaba acompañado de Ivana Monti. En 1982, siempre con Monti, representó Il gufo e la gattina, encargándose de la dirección.
Entre 1979 y 1981 tuvo sus últimas actuaciones de importancia en la RAI donde, junto a Augusto Martelli presentó Una valigia tutta blu. El 7 de diciembre de ese año el alcalde de Milán Carlo Tognoli le concedió la Medalla de Oro al Mérito Cívico de esa ciudad. En 1981 formó parte del elenco de la segunda edición del programa Fantástico, acompañando a Heather Parisi, Oriella Dorella, Romina Power, Memo Remigi, Claudio Cecchetto y Gigi Sabani.
En el verano de 1985 su nombre se vio de nuevo asociado a un caso judicial. Fue acusado, junto al cantautor Franco Califano, por el miembro arrepentido de la camorra Giovanni Melluso de haber tratado de adquirir una importante cantidad de droga. Chiari fue también absuelto en esta ocasión, pero para él el asunto fue otro duro golpe difícil de soportar.
Solo en 1986 se vio rehabilitado en el mundo del espectáculo gracias al teatro, al cual retornó interpretando al abogado Lattes en una adaptación de Gli amici, de Arnold Wesker, y gracias al programa televisivo de la RAI en siete episodios Storia di un altro italiano, biografía dirigida por Tatti Sanguineti. En 1986, en el ámbito de las celebraciones por el nombramiento de Florencia como Capital Europea de la Cultura, reinició la colaboración con su amigo Renato Rascel, con el que interpretó Final de partida de Samuel Beckett, bajo dirección de Giuseppe Di Leva.
En 1987, Ugo Gregoretti, entonces director del Teatro Estable de Turín, le llamó para interpretar Il critico, de Richard Sheridan, y entre 1988 y 1989, Six heures au plus tard, de Marc Terrier, obra en la cual también actuaba Ruggero Cara. En 1990 representó Il gufo e la gattina, esta vez junto a Lory Del Santo. También volvió al cine con el film Romance, de Massimo Mazzucco, por el cual fue candidato a la Copa Volpi como mejor actor en el Festival de Cine de Venecia. Además, hizo el papel de Tonio en I promessi sposi, producción televisiva dirigida por Salvatore Nocita.
En 1990 interpretó su última película, Tracce di vita amorosa, de Peter Del Monte. La postrera emisión televisiva en la que participó fue A pranzo con Wilma, show persentado por Wilma De Angelis en Telemontecarlo.

### Muerte repentina
En diciembre de 1991 Walter Chiari había ido al Teatro Manzoni de Milán para aplaudir a su colega y amigo Gino Bramieri. A principios de ese mes fue ingresado en el Hospital San Carlo de Milán para una pequeña intervención quirúrgica, recibiendo el alta al poco tiempo.
El 20 de diciembre tenía prevista una cena con el empresario teatral Libero Zibelli, amigo suyo desde hacía más de veinte años, el cual, al no verle llegar, llamó a la residencia del actor en Milán. No recibiendo respuesta, Zibelli, alarmado, fue a la casa y forzó la puerta, encontrando a Chiari sin vida en su silla con las gafas puestas y con la televisión encendida. La autopsia reveló que la muerte se había debido a un infarto agudo de miocardio. Tenía 67 años de edad.
Su funeral se celebró en la Iglesia de San Pietro in Sala, cerca del Teatro Nazionale donde Chiari actuaba a menudo. En la ceremonia hubo una enorme multitud que le dedicó un último, largo y atronador aplauso. Fue enterrado en el Cementerio Monumental de Milán.

## Filmografía
| - Vanità, de Giorgio Pàstina (1946) - Totò al Giro d'Italia, de Mario Mattòli (1948) - Che tempi!, de Giorgio Bianchi (1948) - Quel fantasma di mio marito, de Camillo Mastrocinque (1950) - L'inafferrabile 12, de Mario Mattòli (1950) - I cadetti di Guascogna, de Mario Mattòli (1950) - Vendetta... sarda, de Mario Mattòli (1951) - Il padrone del vapore, de Mario Mattòli (1951) - O.K. Nerone, de Mario Soldati (1951) - È l'amor che mi rovina, de Mario Soldati (1951) - Arrivano i nostri, de Mario Mattòli (1951) - Abbiamo vinto!, de Robert Stemmle (1951) - Era lui... sì! sì!, de Vittorio Metz y Marcello Marchesi (1951) - Bellísima, de Luchino Visconti (1951) - Oggi sposi, de Marino Girolami (1952) - Noi due soli, de Marino Girolami (1952) - Lo sai che i papaveri, de Vittorio Metz y Marcello Marchesi (1952) - Era lei che lo voleva, de Marino Girolami y Giorgio Simonelli (1953) - Cinque poveri in automobile, de Mario Mattòli (1952) - Il sogno di Zorro, de Mario Soldati (1952) - La Minute de vérité, de Jean Delannoy (1952) - Viva la rivista!, de Enzo Trapani (1953) - Gli uomini, che mascalzoni!, de Glauco Pellegrini (1953) - Siamo tutti Milanesi, de Mario Landi (1953) - Cinema d'altri tempi, de Steno (1954) - Questa è la vita - episodio "Marsina stretta", de Aldo Fabrizi (1954) - Gran varietà, de Domenico Paolella (1954) - Un giorno in pretura, de Steno (1954) - Avanzi di galera, de Vittorio Cottafavi (1954) - Accadde al commissariato, de Giorgio Simonelli (1954) - Rosso e nero, de Domenico Paolella (1955) - Io piaccio, de Giorgio Bianchi (1955) - Vacanze d'amore, de Jean-Paul Le Chanois (1955) - Nanà, de Christian-Jaque (1954) - Io sono un sentimentale, de John Berry (1955) - Accadde al penitenziario, de Giorgio Bianchi (1955) - Moglie e buoi, de Leonardo De Mitri (1956) - Donatella, de Mario Monicelli (1956) - Mi tío Jacinto, de Ladislao Vajda (1956) - La capannina, de Mark Robson (1957) - Buenos días, tristeza, de Otto Preminger (1958) - Festa di maggio, de Luis Saslavsky (1958) - Amore a priva vista, de Franco Rossi (1958) - Gli zitelloni, de Giorgio Bianchi (1958) - La ragazza di piazza San Pietro, de Piero Costa (1958) - L'amico del giaguaro, de Giuseppe Bennati (1958) - Le sorprese dell'amore, de Luigi Comencini (1959) - Parque de Madrid, de Enrique Cahen Salaberry (1959) - Un mandarino per Teo, de Mario Mattòli (1960) - Caccia al marito, de Marino Girolami (1960) - Femmine di lusso, de Giorgio Bianchi (1960) - Un dollaro di fifa, de Giorgio Simonelli (1960) - I baccanali di Tiberio, de Giorgio Simonelli (1960) - Vacanze in Argentina, de Guido Leoni (1960) - Walter e i suoi cugini, de Marino Girolami (1961) - La ragazza sotto il lenzuolo, de Marino Girolami (1961) - Mariti a congresso, de Luigi Filippo D'Amico (1961) - I magnifici tre, de Giorgio Simonelli (1961) - Lui, lei e il nonno, de Anton Giulio Majano (1961) | - Ferragosto in bikini, de Marino Girolami (1961) - Bellezze sulla spiaggia, de Romolo Girolami (1961) - La moglie di mio marito, de Tony Roman (1961) - Il giorno più corto, de Sergio Corbucci (1962) - L'attico, de Gianni Puccini (1962) - I motorizzati, de Camillo Mastrocinque (1962) - Copacabana Palace, de Steno (1963) - El sheriff terrible, de Antonio Momplet (1962) - Gli italiani e le donne, de Marino Girolami (1962) - Gli onorevoli, de Sergio Corbucci (1963) - Il giovedì, de Dino Risi (1963) - La donna degli altri è sempre più bella, de Marino Girolami (1963) - La rimpatriata, de Damiano Damiani (1963) - Obiettivo ragazze, de Mario Mattòli (1963) - Gli imbroglioni, de Lucio Fulci (1963) - Follie d'estate, de Carlo Infascelli y Edoardo Anton (1963) - Risate all'italiana, varios directores (1964) - Le tardone, de Marino Girolami (1964) - I maniaci, de Lucio Fulci (1964) - Se permettete parliamo di donne, de Ettore Scola (1964) - I gemelli del Texas, de Steno (1964) - Le motorizzate, de Marino Girolami (1964) - Thrilling - episodio "Sadik", de Gian Luigi Polidoro (1965) - Amore all'italiana, de Steno (1966) - Här kommer bärsärkarna, de Arne Mattsson (1965) - Colpo grosso ma non troppo, de Gérard Oury (1965) - Gli eroi del West, de Steno (1965) - Made in Italy, de Nanni Loy (1965) - Campanadas a medianoche, de Orson Welles (1965) - Veneri al sole, de Marino Girolami (1965) - Ischia operazione amore, de Marino Girolami (1966) - Io, io, io... e gli altri, de Alessandro Blasetti (1966) - ¡Qué gente más rara!, de Michael Powell (1966) - La più bella coppia del mondo, de Camillo Mastrocinque (1968) - Capriccio all'italiana - episodio "La gelosia", de Mauro Bolognini (1968) - Those Magnificent Men in their Flying Machines, de Ken Annakin (1969) - Squeeze a Flower, de Marc Daniels (1970) - The Valachi Papers, de Terence Young (1972) - Amore mio, non farmi male, de Vittorio Sindoni (1974) - Due prostitute a Pigalle, de László Szabó (1975) - Son tornate a fiorire le rose, de Vittorio Sindoni (1975) - La banca di Monate, de Francesco Massaro (1975) - Per amore di Cesarina, de Vittorio Sindoni (1976) - Passi furtivi in una notte boia, de Vincenzo Rigo (1976) - Come ti rapisco il pupo, de Lucio De Caro (1976) - Ride bene... chi ride ultimo - episodio "Prete per forza", de Walter Chiari (1977) - La bidonata, de Luciano Ercoli (1977) - Tanto va la gatta al lardo..., de Marco Aleandri (1978) - Ridendo e scherzando, de Marco Aleandri (1978) - Belli e brutti ridono tutti, de Domenico Paolella (1979) - Tre sotto il lenzuolo - episodio "No, non è per gelosia", de Paolo Dominici (1979) - Romance, de Massimo Mazzucco (1986) - Kafka la colonia penale, de Giuliano Betti (1988) - Tracce di vita amorosa, de Peter Del Monte (1990) - Capitan Cosmo, de Carlo Carlei (1991) |

## Selección de su discografía
- Il teatrino di Walter Chiari vol. 1 (RCA - Edizioni Letterarie, 30 L - 509, LP)
- 1973 - In compagnia di Walter Chiari 1 (Spark, SRLP 262, LP)
- 1973 - In compagnia di Walter Chiari 2 (Spark, SRLP 263, LP)
- 1974 - In compagnia di Walter Chiari 3 (Spark, SRLP 266, LP)
- 1978 - Il Walter più (Orange, RGLP 4004, LP)

## Premios
- 1946 - Nastro d'argento al mejor actor (Vanità)
- 1986 - Premio Pasinetti al mejor actor en el Festival Internacional de Cine de Venecia de 1986 (Romance)